# Priorat St. Michael Ballinskelligs

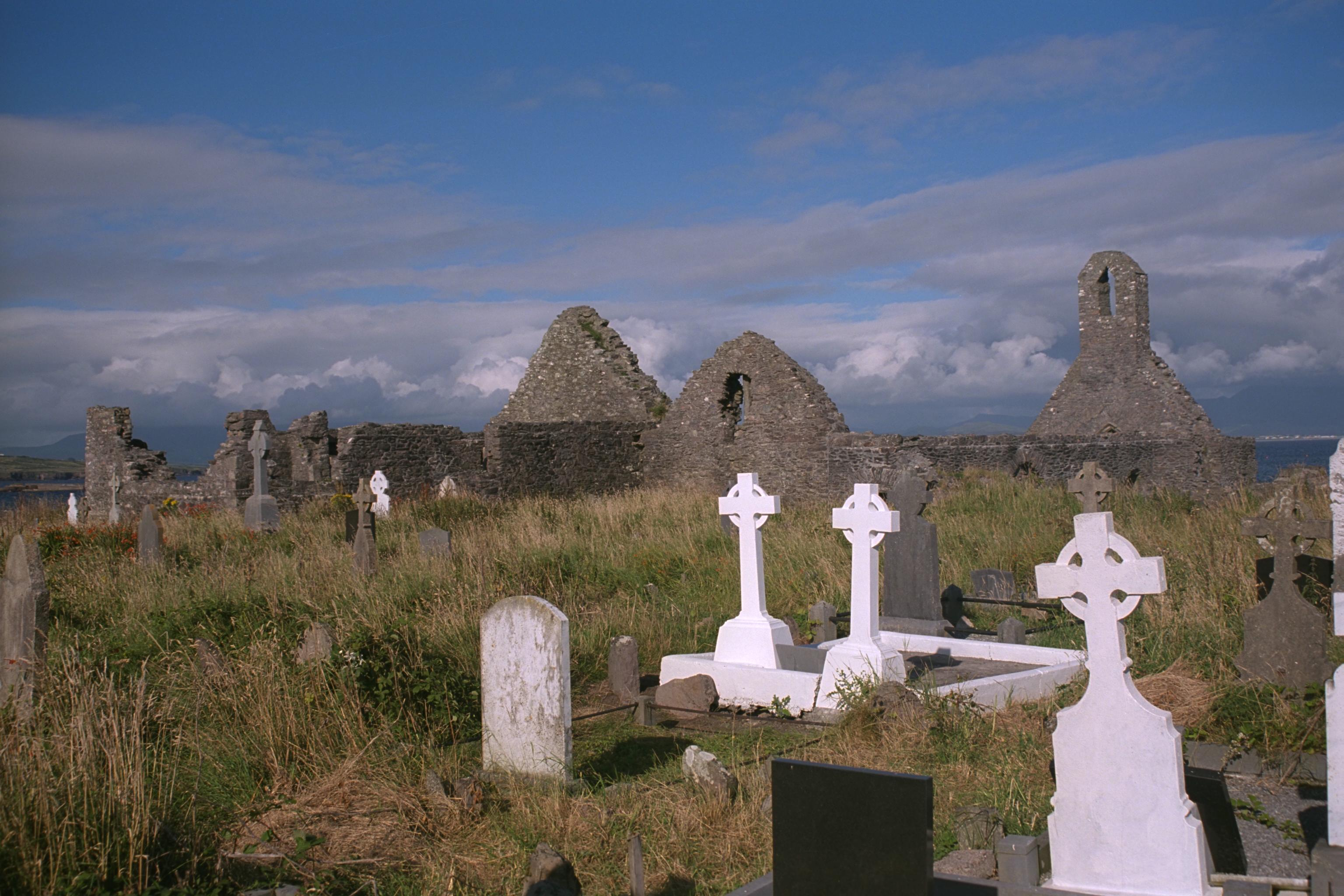
Westansicht der verbliebenen Klosterruinen

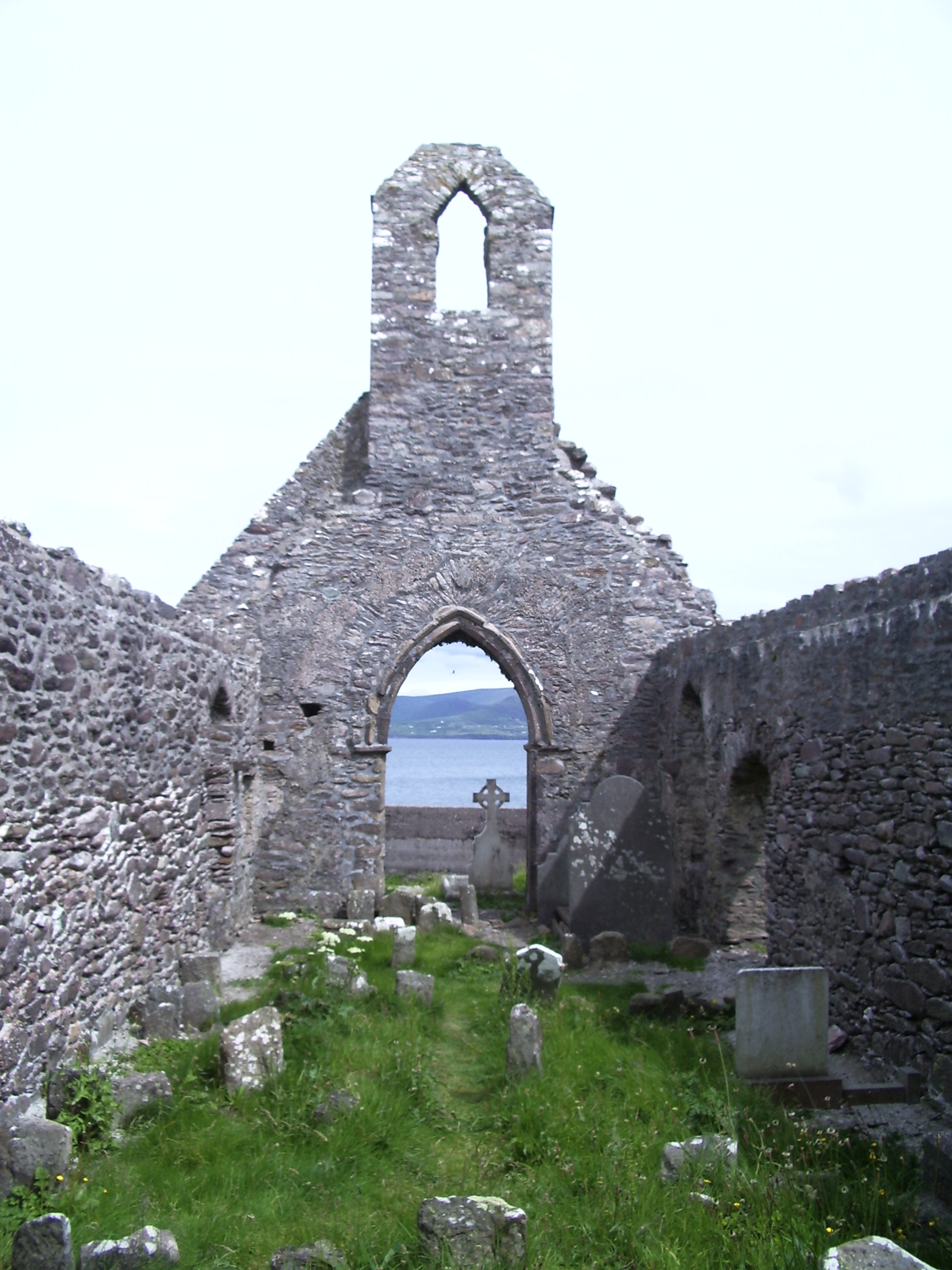
Kirchenruine in Ballinskelligs

St. Michael Ballinskelligs (auch: Ballinskelligs Priory) war ein Priorat in der Grafschaft Kerry in Irland, von dem bis heute noch einige Ruinen in der Nähe der nach dem Kloster benannten Ortschaft Ballinskelligs an der gleichnamigen Bucht zu sehen sind.

## Geschichte
Das Kloster wurde vermutlich in der ersten Hälfte des 11. Jahrhunderts von Mönchen gegründet, die zuvor auf Skellig Michael gelebt hatten. Um 1210 schloss sich das Kloster mit Unterstützung des ebenfalls in Kerry gelegenen Klosters Rattoo dem Arrouaise-Orden an, der nach der augustinischen Regel lebte. 1476 wurde der Wert des Klosters auf 50 Mark taxiert. Noch 1555 gehörte das Priorat unverändert dem Arrouaise-Orden an, 1585 fiel das Kloster jedoch in den Besitz von John Blake.